# Villa Emmalaan 11
Villa Emmalaan 11 is een gemeentelijk monument in Baarn in de provincie Utrecht. Het huis staat in de villawijk Wilhelminapark die onderdeel is van het rijksbeschermd dorpsgezicht Prins Hendrikpark e.o.

## Oorsprong
De villa werd in 1935 in Delftse Schoolstijl ontworpen door Gijsbert Friedhoff voor H. van Marken. Het werd in 1937 op de wereldtentoonstelling in Parijs gepresenteerd als een voorbeeld van eigentijdse Nederlandse architectuur. Er stond op het terrein een oude beuk ter hoogte van de rechtergevel. Om die te sparen is een aanbouw schuin tegen het huis geprojecteerd. De architect van het langwerpige huis heeft net als bij Engelse landhuizen een lange gang op het noorden getekend. Vanaf de Emmalaan ziet het huis er daardoor nogal sober uit. De kamers liggen daardoor echter op het zuiden en vangen dus veel zonlicht.